# Prosopocoilus spineus
Prosopocoilus spineus es una especie de coleóptero de la familia Lucanidae. Presenta las subespecies Prosopocoilus spineus spineus y Prosopocoilus spineus superbus.

## Distribución geográfica
Habita en Vietnam.